# Monceaux-en-Bessin
Monceaux-en-Bessin é uma comuna francesa na região administrativa da Normandia, no departamento Calvados. Estende-se por uma área de 4,7 km². Em 2010 a comuna tinha 566 habitantes (densidade: 120,4 hab./km²).